# Thomas White (homme politique)
Pour les articles homonymes, voir White et Thomas White.
Thomas White (7 août 1830 – 21 avril 1888) est un journaliste et homme politique canadien.

## Biographie
Né à Montréal, Bas-Canada en 1830, il remplit plusieurs emplois avant d'entrer dans l'édition chez Queen's Printer à Toronto vers 1850. En 1853, il fonda Peterborough Review avec son beau-frère. Il servit aussi à Peterborough, Ontario. En 1864, il déménage à Hamilton où il prit la direction du Daily Spectator and Journal of Commerce. En 1870, avec son frère Richard, il rachète le quotidien montréalais The Gazette.
Il tenta de devenir simultanément député conservateur dans circonscription ontarienne de Prescott et dans la circonscription québécoise de Montréal-Ouest en 1874. Il réessaya à nouveau, sans succès, lors des élections partielles de 1875 dans Montréal-Ouest. 
Il fut élu pour la première fois à la Chambre des communes du Canada lors de l'élection fédérale canadienne de 1878 comme représentant du district ontarien de Cardwell. Conservateur, il fut réélu lors de l'élection fédérale canadienne de 1882 et celle de 1887. 
Il fut nommé deux fois ministre: ministre de l'Intérieur (3 octobre 1887 – 21 avril 1888) et Surintendant-Général aux Affaires indiennes.
Il décéda en fonction d'une pneumonie, à Ottawa, en 1888. Son fils, Robert Smeaton White lui succéda en tant que député de Cardwell.
Le White Pass, emprunté par les chercheurs d'or pendant la ruée vers l'or du Klondike (1897-1899), fut nommé en son honneur.